# Израел на Светском првенству у атлетици у дворани 2012.
Израел је учествовао на Светском првенству у атлетици у дворани 2012. одржаном у Истанбулу од 9. до 11. марта тринаести пут. Репрезентацију Израела представљало је двоје учесника (1 мушкарац и 1 жена), који су се такмичили у две дисциплине.
Израел није освојио ниједну медаљу нити је остварен неки рекорд.

## Учесници
| Мушкарци: - Dustin Emrani — 800 м | Жене: - Џилијан Шварц — Скок мотком |  |

## Резултати

### Мушкарци
| Атлетичар     | Дисциплина | Лични рекорд | Квалификације | Квалификације | Полуфинале           | Полуфинале           | Финале               | Финале  | Детаљи |
| Атлетичар     | Дисциплина | Лични рекорд | Резултат      | Место         | Резултат             | Место                | Резултат             | Место   | Детаљи |
| ------------- | ---------- | ------------ | ------------- | ------------- | -------------------- | -------------------- | -------------------- | ------- | ------ |
| Dustin Emrani | 800 м      | 1:47,81 НР   | 1:54,20       | 5. груп. 6    | Није се квалификовао | Није се квалификовао | Није се квалификовао | 11 / 32 |        |

### Жене
| Атлетичарка   | Дисциплина  | Лични рекорд | Финале   | Финале | Детаљи       |  |
| Атлетичарка   | Дисциплина  | Лични рекорд | Резултат | Место  | Детаљи       |  |
| ------------- | ----------- | ------------ | -------- | ------ | ------------ |  |
| Џилијан Шварц | Скок мотком | 4,60 НР      | 4,45     | 11     | 11 / 14 (16) |  |